# Rosa de los vientos (canción)
"Rosa de los vientos" es una canción del extinto grupo "Los Burros" incluida en los álbumes "Rebuznos de amor" (1983) y "Jamón de burro" (1987).

## Temática
Canción que enlaza en estilo y temática con el que poseería más adelante el grupo "El último de la fila", cuyos principales integrantes fueron los mismos que los de "Los Burros".
La letra del tema tiene connotaciones alegóricas utilizando elementos épicos (guerrero, espada, tropa...) para describir un estado álmico, una predisposición anímica ante el destino (de ahí lo de "Rosa de los vientos").
Este carácter intimista y trascendente de la canción la aleja de casi todo el resto de canciones del grupo, las cuales poseen una temática más ligera y pop.